# ノコギリエイ目
ノコギリエイ目（ノコギリエイもく、鋸鱝目、Rhinopristiformes）は、軟骨魚綱板鰓亜綱の下位分類群で、エイのグループのひとつ。
5科12属65種が属する。細長い体型や尖った吻部など、エイの中でも特異な体の特徴を有するグループである。

## 形態
最大種はノコギリエイで、体長は700cmである。また大部分の種が底生魚であり扁平な体型をしているが、シノノメサカタザメなどの例外もある。

## 生態
大半は海水魚だが、ノコギリエイは汽水域や河川にも生息する。全種が雑食性で、小型魚類や無脊椎動物を捕食している。群れを作ることは少ない。卵胎生の種が多い。

## 分類
以前は
- ノコギリエイ目Pristiformes
- トンガリサカタザメ目Rhynchobatiformes
- サカタザメ目Rhinobatiformes

の三目に分かれていた。

### ミナミサカタザメ科
ミナミサカタザメ科 Glaucostegidaeは、ミナミサカタザメ Glaucostegus granulatusなど1属7種が属する。
背面は淡黄色、茶色、または灰色がかり、吻付近の色は薄い。
以前はサカタザメ科 Rhinobatidaeに分類されていた。
- ミナミサカタザメ属 Glaucostegus
  - ミナミサカタザメ Glaucostegus granulatus 南太平洋とインド洋に分布し、外洋、珊瑚礁、河口、沿岸部、大陸棚に生息する。貝を捕食する。全長は最大280cm。
  - グラウコステガス・セミクルスGlaucostegus cemiculus 地中海と東大西洋に分布し、深さ100m以下の大陸棚に生息する。甲殻類や軟体動物を捕食する。全長は最大180cm。
  - Glaucostegus halavi インド太平洋西部に分布し、沿岸部および沖に生息する。甲殻類や小魚を捕食する。全長は最大170cm。
  - Glaucostegus obtusu バングラデシュ、インドネシア、マレーシア、ミャンマー、パキスタン、スリランカ、タイに分布し、沿岸部および河口、珊瑚礁、沖に生息する。全長は最大93cm。
  - Glaucostegus thouin インド太平洋、紅海に分布し、沿岸部に生息する。全長は最大300cm。
  - ジャイアントショベルノーズレイGlaucostegus typus インド太平洋、東シナ海、ソロモン諸島、オーストラリア北部に分布し、沿岸部、マングローブ林、河口に生息する。主に甲殻類を捕食する。全長は最大300cm。
  - グラウコステガス・ユンホレイGlaucostegus younholeei バングラデシュに分布し、沿岸部に生息する。全長は最大93cm。2021年に新種として報告された。

### ノコギリエイ科
ノコギリエイ科 Pristidaeは、ノコギリエイ Pristis pristisなど2属5種が属する。平らで細長い吻の両側に歯状の発達した鱗をもつ。最大で700cmを越す種類もある。熱帯または亜熱帯地域に分布し、沿岸部、河口、河川および湖に生息する。寿命は25ｰ35年、成熟は約10年と言われている。ノコギリ状の部分には生体電気を感知する器官があり、これを使用し餌を探すという。
またノコギリ状の部分を振り回し狩りをすることもある。ノコギリエイ科の5種は全てIUCNのレッドリストに指定されている。
- Anoxypristis属

スベスベノコギリエイ（ナイフトゥースソーフィッシュ） Anoxypristis cuspidata のみが属する。紅海、ペルシャ湾から日本南部、パプアニューギニア、オーストラリア北部などのインド西太平洋に分布し、浅い沿岸海域や河口に生息する。全長は最大470cmだが、通常は300cm。以前はノコギリエイ属 Pristisに含まれていたが、吻の基底部の4分の1に歯が無いことなどから再分類された。小魚、イカ、カニやエビなどを捕食する。
- ノコギリエイ属 Pristis 次の4種が属する。
  - ノコギリエイ Pristis pristis Pristis microdon、Pristis perottetiは本種のシノニムとされる。全長は最大750cm。
  - ドワーフソーフィッシュ Pristis clavata ノコギリエイ属最小種で、全長は最大320cm。クイーンズランド州のヨーク岬半島から西オーストラリア州のピルバラ北部地域に分布し、沿岸水域、河口、干潟、河川に生息する。水族館では日本のアクアパーク品川のみがオスメス1匹ずつ、合計2匹を飼育している。ヒメノコギリエイという和名が使われることもある。
  - スモールトゥースソーフィッシュ Pristis pectinata 全長は最大760cmだが、通常は500cm。カリブ海やメキシコ湾など大西洋の熱帯または亜熱帯地域に分布し、沿岸部および河口に生息する。オオノコギリエイという和名が使われることもある。
  - グリーンソーフィッシュ Pristis zijsron 全長は最大730cm。インド太平洋西部と中央部の熱帯および亜熱帯地域に分布し、沿岸部、河口、マングローブ林、河川に生息する。

### シノノメサカタザメ科
シノノメサカタザメ科 Rhinidaeには3属11種が属する。
- シノノメサカタザメ属 Rhina

シノノメサカタザメ属にはシノノメサカタザメ Rhina ancylostomaのみが属する。全長は最大270cm。インド太平洋の熱帯域に分布し、沿岸部に生息する。丸い頭部には棘の列があり、分厚い灰色の体に白い斑点を持つ。海底近くを遊泳し、イカや小魚などを捕食する。
- Rhynchorhina 属

Rhynchorhina 属にはRhynchorhina mauritaniensisのみが属する。全長は最大275cm。吻はあまり尖らない。背面には白い斑点をもつ。モーリタニアのバン・ダルガン国立公園に分布し、浅瀬に生息する。
- トンガリサカタザメ属 Rhynchobatusには9種が属する。
  - トンガリサカタザメ Rhynchobatus australiae[3]全長は最大300cm。胸鰭には白い斑点を持つ。
  - Rhynchobatus cocki インドネシア（ジャワ島沖）とシンガポールに分布し、外洋、浅瀬、珊瑚礁、河口、ラグーンに生息する。全長は最大81cm。
  - Rhynchobatus djiddensis 紅海、ペルシャ湾、西インド洋に分布し、珊瑚礁、干潟に生息する。全長は最大310cm。エビ、カニ、貝、イカ、小魚などの他にアカエイの仲間を捕食する。
  - Rhynchobatus immaculatus 台湾近海に分布し、全長は最大99cm。
  - スムースノーズウェッジフィッシュRhynchobatus laevis アラビア海とペルシャ湾の東からバングラデシュ、南シナ海から日本南部にかけて分布し、沿岸部、河口に生息する。全長は最大200cm。
  - アフリカン・ウェッジフィッシュRhynchobatus luebberti 東大西洋に分布し、沿岸部、珊瑚礁、河口に生息する。全長は最大300cmだが、通常は150cmである。小魚などを捕食する。
  - モノノケトンガリサカタザメ Rhynchobatus mononoke 日本南部に分布し、2020年に新種として報告された。全長は200cmを越える。胸鰭や背面には白斑点が無い[4]。
  - Rhynchobatus palpebratus オーストラリア北部に分布し、沿岸部に生息する。全長は最大260cm。
  - Rhynchobatus springeri 東南アジアに分布し、沿岸部、河口に生息する。全長は最大210cm。

### サカタザメ科
サカタザメ科Rhinobatidaeには3属34種が属する。体は扁平であり、長い尾部を有する。多くの種では他のエイと違い体盤は円盤状ではなく菱形または三角形である。
- Acroteriobatus 属 以前はサカタザメ属Rhinobatosに分類されていた。アフリカ南部やインド洋北西部に分布する。
  - Acroteriobatus andysabini マダガスカル島周辺に分布し、沿岸部に生息する。青みがかった斑点をもち、全長は最大100cm。
  - Acroteriobatus annulatus ナミビアから南アフリカのナタール中央部まで分布し、沿岸部および河口に生息する。二枚貝や小魚を捕食する。背面には眼状紋をもつ。全長は最大140cm。
  - Acroteriobatus blochii モーリタニアとセネガルから南アフリカのテーブルベイにかけて分布し、沿岸部および沖に生息する。全長は最大100cm。
  - Acroteriobatus leucospilus 南アフリカ、モザンビーク、タンザニアに分布し、沿岸部に生息する。青みがかった斑点と茶色の斑点をもつ。全長は最大96cm。
  - Acroteriobatus ocellatus モザンビーク南部から南アフリカの西ケープにかけて分布し、沖に生息する。背面には多数の青灰色の斑紋をもつ。全長は最大81cm。
  - Acroteriobatus omanensis オマーン湾に分布し、沿岸部に生息する。全長は最大60cm。
  - Acroteriobatus salalah ソコトラ島からパキスタンにかけて分布し、沿岸部に生息する。全長は最大78cm。
  - Acroteriobatus stehmanni ソコトラ島沖に分布し、沿岸部に生息する。2021年に新種として報告された。全長は最大62cm。
  - Acroteriobatus variegatus マンナール湾周辺に分布し、大陸棚の沿岸部に生息する。全長は最大75cm。
  - Acroteriobatus zanzibarensis タンザニアのザンジバル諸島周辺に分布し、大陸棚に生息する。全長は最大75cm。

- Pseudobatos 属 以前はサカタザメ属Rhinobatosに分類されていた。南北アメリカの温暖地域に分布し、沿岸部に生息する。
  - Pseudobatos buthi カリフォルニア湾に分布し、沿岸部の浅瀬に生息する。背面に斑点は無い。全長は最大68cm。
  - Pseudobatos glaucostigmus カリフォルニア湾からエクアドルにかけて分布し、沿岸部に生息する。エビやカニを捕食する。全長は最大89cm。
  - Pseudobatos horkelii ブラジルサカタザメリオデジャネイロからアルゼンチンにかけて分布し、沿岸部および大陸棚に生息する。小魚や甲殻類を捕食する。鼻先に黒い斑点をもつ。全長は最大138cm。
  - Pseudobatos lentiginosus アトランティックギターフィッシュノースカロライナ州からメキシコ湾およびユカタン半島にかけて分布し、沿岸部に生息する。背面には大量の白斑をもつ。軟体動物や甲殻類を捕食する。全長は最大75cm。
  - Pseudobatos leucorhynchus マサトランからエクアドルにかけて分布し、浅瀬に生息する。全長は最大118cm。
  - Pseudobatos percellens カリブ海からアルゼンチンおよび西アフリカに分布し、沿岸部に生息する。全長は最大100cm。
  - Pseudobatos planiceps メキシコ南部からペルーおよびチリにかけて分布し、沿岸部の浅瀬および沖合に生息する。全長は最大113cm。
  - Pseudobatos prahli メキシコからコスタリカおよびペルーにかけて分布し、珊瑚礁や岩場に生息する。背面には白い点をもつ。全長は最大90cm。
  - シャベルノーズギターフィッシュPseudobatos productus サンフランシスコからカリフォルニア湾にかけて分布し、沿岸部の藻場や砂地、河口などに生息する。軟体動物や小魚を捕食する。全長は最大170cm。
- サカタザメ属 Rhinobatos
  - Rhinobatos albomaclatus ギニア湾からアンゴラにかけて分布し、沿岸部や汽水域に生息する。全長は最大75cm。
  - Rhinobatos annandalei インド、パキスタン、スリランカ、ペルシャ湾にかけて分布し、沿岸部や汽水域に生息する。全長は最大89cm。
  - Rhinobatos austini 南アフリカのクワズール・ナタール州からモザンビークのバザルト島にかけて分布し、沿岸部や外洋に生息する。背面には斑点を持つ。全長は最大115cm。
  - Rhinobatos borneensis ボルネオ島沖に分布し、大陸棚に生息する。全長は最大63cm。
  - Rhinobatos holcorhynchus ケニアから南アフリカのナタールにかけて分布し、沖に生息する。全長は最大127cm。
  - コモンサカタザメ Rhinobatos hynnicephalus 南日本から東シナ海にかけて分布し、沿岸部の砂泥地帯に生息する。背面にはリング状の斑点を持つ。全長は最大63cm。
  - Rhinobatos irvinei モロッコからアンゴラ南部にかけて分布し、沿岸部に生息する。全長は最大100cm。
  - Rhinobatos jimbaranensis インドネシア中部に分布し、沿岸部に生息する。全長は最大99cm。
  - Rhinobatos lionotus ベンガル湾からアンダマン海北西部、スリランカにかけて分布し、沿岸部および河口に生息する。全長は最大75cm。
  - Rhinobatos manai パプアニューギニアに分布し、遠洋に生息する。背面には茶色と白色の斑点を持つ。全長は最大73cm。
  - Rhinobatos nudidorsalis マスカリン海台およびセーシェル、モーリシャスに分布し、沖合に生息する。全長は最大50cm。
  - Rhinobatos penggali インドネシア中部に分布し、沿岸部に生息する。全長は最大96cm。
  - Rhinobatos punctifer 紅海、ペルシャ湾、アラビア海からパキスタンにかけて分布し、沿岸部の大陸棚に生息する。背面には白い斑点を持つ。全長は最大89cm。
  - Rhinobatos ranongensis アンダマン海に分布し、沿岸部に生息する。全長は最大64cm。
  - コモンギターフィッシュRhinobatos rhinobatos 東大西洋と地中海に分布し、沿岸部に生息する。甲殻類や小魚を捕食する。全長は最大147cmだが、通常は80cmほどである。
  - Rhinobatos sainsburyi オーストラリア北西部からパプアニューギニアにかけて分布し、外洋に生息する。全長は最大65cm。
  - サカタザメ Rhinobatos schlegelii Rhinobatos formosensisは本種のシノニムであるとされる。日本、大韓民国、朝鮮民主主義人民共和国、中華人民共和国、台湾に分布し、沿岸部から沖合の砂泥地帯に生息する。魚肉練り製品の原料とされることがある。全長は最大100cm。
  - Rhinobatos thouiniana インド太平洋に分布し、沿岸部に生息する。全長は最大120cm。
  - Rhinobatos whitei フィリピン近海の西太平洋に分布し、沿岸部や外洋に生息する。全長は最大72cm。

### Trygonorrhinidae科
Trygonorrhinidae 科には3属8種が属する。以前はサカタザメ科 Rhinobatidaeに分類されていた。
- クロモンサカタザメ属Aptychotrema  オーストラリア近海に分布する。
  - ウスクロモンサカタザメAptychotrema rostrata オーストラリアの東海岸に分布し、沿岸部および河口に生息する。小魚や甲殻類を捕食する。背面には暗い斑点を持つ。全長は最大120cm。
  - Aptychotrema timorensis オーストラリア北部に分布し、外洋に生息する。全長は最大58cm。
  - Aptychotrema vincentiana オビクロモンサカタザメオーストラリア南部に分布し、沿岸部および沖に生息する。小魚や甲殻類を捕食する。全長は最大84cm。
- トリゴノリナ属Trygonorrhina 体盤部は他のサカタザメ類よりも丸みを帯びる。
  - サザンフィドラーTrygonorrhina dumerilii オーストラリア南部に分布し、沿岸部の岩礁および砂地に生息する。甲殻類やゴカイを捕食する。背面には特徴的な白色の線をもち、全長は最大146cm。
  - Trygonorrhina fascita オーストラリア東部に分布し、沿岸部の岩礁および砂地に生息する。背面には特徴的な白色の線をもち、三角形の模様がサザンフィドラー(Trygonorrhina dumerilii)と本種を見分けるポイントとなっている。甲殻類を捕食する。全長は最大120cm。
- Zapteryx 属 南北アメリカ近海に分布する。
  - ショートノーズギターフィッシュZapteryx brevirostris アルゼンチン北部からブラジル南部にかけて分布し、沿岸部に生息する。小魚や甲殻類を捕食する。体盤部はハート型で、全長は最大53cm。
  - Zapteryx exasperata米国カリフォルニア湾からメキシコにかけて分布し、沿岸部の岩礁および砂地に生息する。背面には暗い縞模様をもち、全長は最大97cm。
  - Zapteryx xyster カリフォルニア湾南東部からペルーにかけて分布し、浅瀬や珊瑚礁に生息する。背面には中心が黄色のリング状の斑点を持つ。全長は最大78cm。